# Коромачі-Бошкини
Коромачі-Бошкини (словен. Koromači–Boškini) — поселення в общині Копер, Регіон Обално-крашка, Словенія. Висота над рівнем моря: 412,5 м.